# Josef Plöger
Josef  Georg Plöger (* 6. Juli 1923 in Hünningen; † 22. April 2005 in Köln) war ein deutscher römisch-katholischer Kleriker und Theologe. Seit 1975 war er Weihbischof im Erzbistum Köln.

## Leben und Wirken

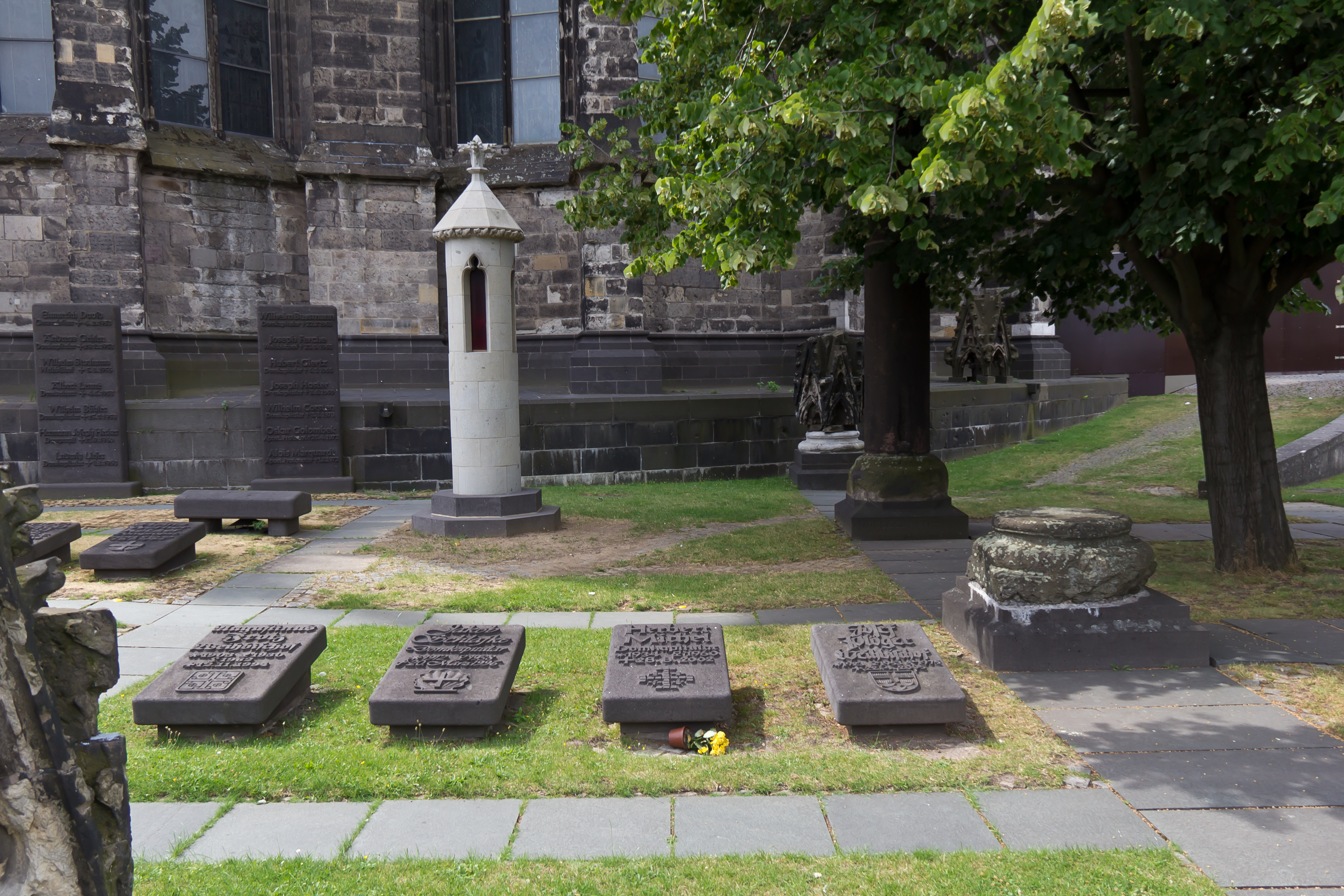
Grab (rechts außen) auf dem Domherrenfriedhof Köln

Josef Plöger wurde als Sohn von Elisabeth Plöger, geborene Peters, und Franz Plöger in Westfalen geboren. Er studierte an der Universität Bonn und am Priesterseminar Köln. Nach seiner Priesterweihe am 24. Februar 1953 in Köln war er sowohl in verschiedenen seelsorgerlichen Stellungen wie auch wissenschaftlich tätig. Er war Kaplan in Düsseldorf und Gymnich, Pfarrrektor in Oedekoven und Rektoratspfarrer in Dersdorf. 1967 wurde er durch die Universität Bonn mit einer Arbeit zum Buch Deuteronomium zum Dr. theol. promoviert. An der Einheitsübersetzung der Heiligen Schrift, namentlich des Alten Testamentes, war er maßgeblich beteiligt. Zusammen mit Josef Schreiner gab er ab 1980 die Kommentarreihe Neue Echter Bibel. Altes Testament im Würzburger Echter Verlag heraus.
Von 1968 bis 1973 war er Akademischer Rat der Universität und Pfarrer von St. Josef. Als Seelsorger wirkte Plöger zuletzt von 1973 bis 1975 als Pfarrer am Bonner Münster und als Stadtdechant in Bonn. 
Im Jahr 1975 wurde er von dem Papst Paul VI. zum Titularbischof von Aguntum und zum Weihbischof für das Erzbistum Köln ernannt. Am 19. Mai 1975 empfing er durch den Kölner Erzbischof Joseph Höffner die Bischofsweihe. Bischofsstab, Brustkreuz und Bischofsring wurden 1975 von der Künstlerin Hildegard Domizlaff geschaffen. 1975 zum Ehrendomherrn von Toulouse erhoben, war Josef Plöger ab 1978 auch Domkapitular in Köln. Als Weihbischof war er für den Pastoralbezirk Süd zuständig und zugleich Bischofsvikar für Liturgie und Kirchenmusik. Am 15. April 1991 als Weihbischof entpflichtet, wurde er 1998 auch als Kölner Domherr emeritiert.
Am 22. April 2005 starb Josef Plöger nach langer Krankheit in Köln.
Sein Geburtsort liegt in der Gemeinde Ense im Kreis Soest (NRW). Im Hauptort der Gemeinde, Ense-Bremen, wurde zum Gedenken eine Straße nach ihm benannt, der Bischof-Plöger-Ring.

## Schriften
- Literarkritische, formgeschichtliche und stilkritische Untersuchungen zum Deuteronomium (= Bonner biblische Beiträge. Band 26). Hanstein, Bonn 1967; zugleich Dissertation.
- mit Otto Knoch (Hrsg.): Einheit im Wort. Informationen, Gutachten, Dokumente zur Einheitsübersetzung der Heiligen Schrift. Bibelanstalkt, Stuttgart 1979.
- (Hrsg.): Gott feiern. Theologische Anregung und geistliche Vertiefung zur Feier von Messe und Stundengebet. Freiburg 1980.
- mit Hermann J. Weber (Hrsg.): Der Diakon. Wiederentdeckung und Erneuerung seines Dienstes. Freiburg 1980.
- mit Josef Schreiner (Hrsg.): Die Neue Echter-Bibel.
- mit Josef Schreiner (Hrsg.): Heilige im Heiligen Land. Würzburg 1982.
- Berufen und gesandt. Biblische Besinnungen. Verlag Herder, Freiburg im Breisgau 1983.
- In der Nähe des Herrn. Biblische Besinnungen. Verlag Herder, Freiburg im Breisgau 1986, ISBN 3-451-20738-9.